# Cozuelos de Fuentidueña
Cozuelos de Fuentidueña est une commune de la province de Ségovie dans la communauté autonome de Castille-et-León en Espagne.

## Sites et patrimoine

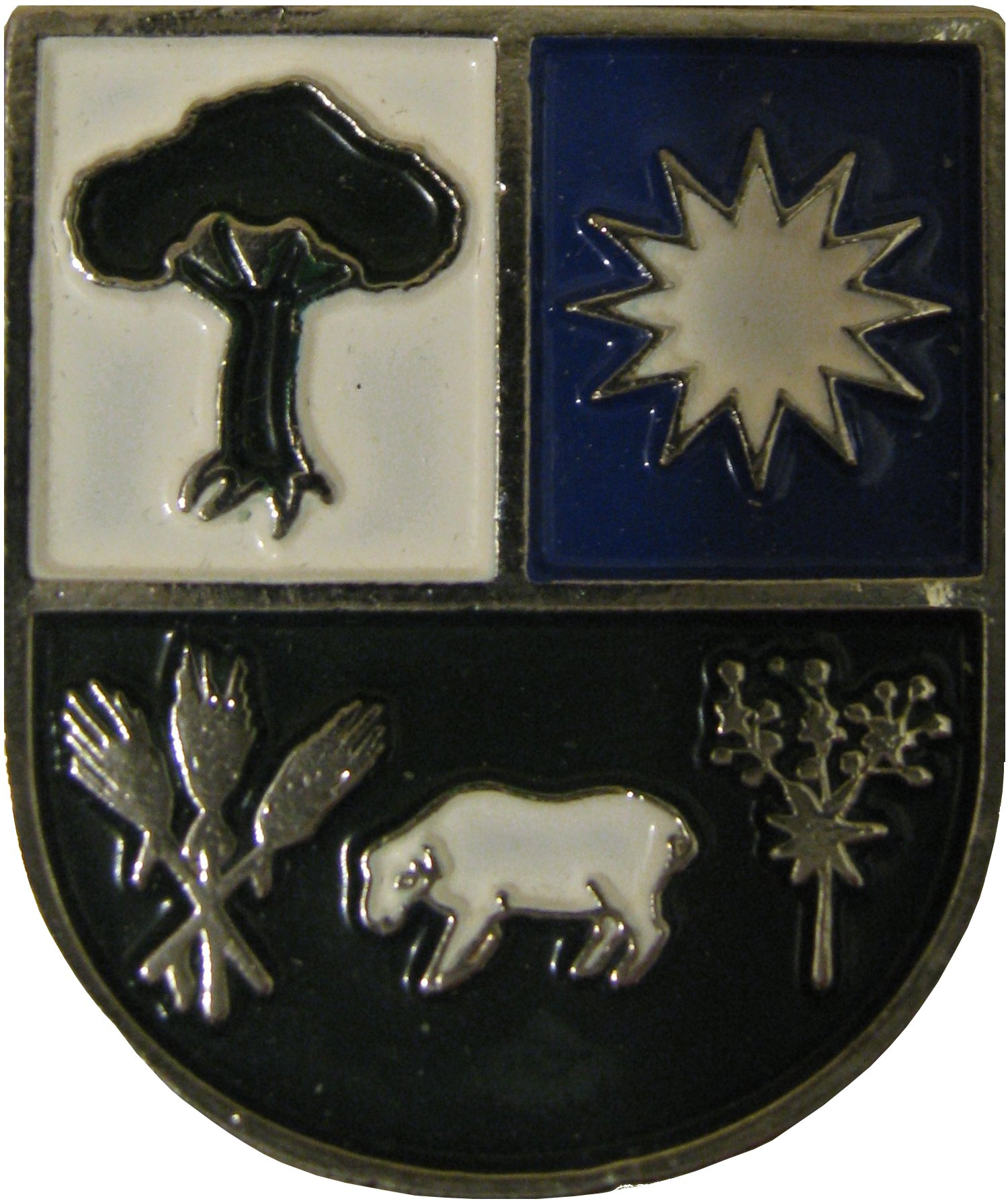
Blason de la Cozuelos de Fuentidueña.